# Salmo macedonicus
Salmo macedonicus é uma espécie de peixe da família Salmonidae.
É endémica da República da Macedónia.
Os seus habitats naturais são: rios.
Está ameaçada por perda de habitat.